# Scinax cuspidatus
A Scinax cuspidatus a kétéltűek (Amphibia) osztályának békák (Anura) rendjébe és a levelibéka-félék (Hylidae) családjába tartozó faj.

## Előfordulása
A faj Brazília endemikus faja. Természetes élőhelye a szubtrópusi vagy trópusi nedves síkvidéki erdők, szubtrópusi vagy trópusi nedves bozótosok, szubtrópusi vagy trópusi nedves síkvidéki rétek, édesvizű mocsarak, időszakos édesvizű mocsarak, sziklás területek, lepusztult erdők, pocsolyák. A fajt élőhelyének elvesztése fenyegeti.